# 马丁·施图达赫
马丁·施图达赫（德語：Martin Studach，1944年5月17日—2007年3月24日），瑞士男子赛艇运动员。他曾代表瑞士参加世界赛艇锦标赛，获得一枚金牌。他也曾参加1964年和1968年夏季奥运会。